# Tuyên Quang (xã)
Tuyên Quang là một xã thuộc tỉnh  Lâm Đồng, Việt Nam.
Xã Tuyên Quang được thành lập ngày 16 tháng 6 năm 2025 theo Nghị quyết số 1656/NQ-UBTVQH15  của Ủy ban Thường vụ Quốc hội  trên cơ sở sáp nhập  toàn bộ diện tích tự nhiên, quy mô dân số của xã Tiến Lợi (thành phố Phan Thiết) và xã Hàm Mỹ, huyện Hàm Thuận Nam, tỉnh Bình Thuận . Xã này chính thức hoạt động từ ngày 01 tháng 7 năm 2025.